# Pellionia viridis
Pellionia viridis là loài thực vật có hoa trong họ Tầm ma. Loài này được C.H. Wright mô tả khoa học đầu tiên năm 1899.